# ファラウ・ニウア
ファラウ・ニウア（Folau Niua、1985年1月27日 - ）は、アメリカ合衆国のラグビー選手。

## プロフィール
- アメリカ・カリフォルニア州パロアルト出身。
- ポジションはスタンドオフ(SO)。
- 身長 188cm、体重 89kg
- アメリカ代表キャップは17(2020年7月現在)でラグビーワールドカップ2015のアメリカ代表に選ばれた[1]。

## 略歴
2014年、グラスゴー・ウォリアーズに加入。
2016年、リオ五輪の7人制アメリカ代表に選ばれた。
そして2021年、東京五輪の7人制アメリカ代表に選ばれた。